# Szombathely Crushers 2023
Questa voce raccoglie le informazioni riguardanti i Szombathely Crushers nelle competizioni ufficiali della stagione 2023.

## Hungarian Football League 2023

### Stagione regolare
| Szombathely 1º aprile 2023, ore 15:00 1ª giornata | Szombathely Crushers | 3 – 28 | Újpest Bulldogs | SZSE pálya |

| Tatabánya 30 aprile 2023, ore 15:00 5ª giornata | Tatabánya Mustangs | 16 – 20 | Szombathely Crushers | Tatabánya Olimpikon utca |

| Szombathely 6 maggio 2023, ore 15:00 6ª giornata | Szombathely Crushers | 0 – 28 | Budapest Titans | SZSE pálya |

| Szombathely 20 maggio 2023, ore 12:00 8ª giornata | Szombathely Crushers | 18 – 17 | Budapest Cowbells | SZSE pálya |

| Székesfehérvár 28 maggio 2023, ore 15:00 9ª giornata | VSD Rangers | 7 – 13 | Szombathely Crushers | First Field |

| Budapest 11 giugno 2023, ore 15:00 11ª giornata | Budapest Wolves | 52 – 0 | Szombathely Crushers | Angyalföldi Sportközpont |

### Playoff
| Diósd 18 giugno 2023, ore 13:30 Wild Card | Budapest Titans | 30 – 14 | Szombathely Crushers | Diósdi Sportpálya |

## Statistiche di squadra
| Competizione      | %Vittorie | In casa | In casa | In casa | In casa | In casa | In casa | In trasferta | In trasferta | In trasferta | In trasferta | In trasferta | In trasferta | Totale | Totale | Totale | Totale | Totale | Totale |
| Competizione      | %Vittorie | G       | V       | N       | P       | Pf      | Ps      | G            | V            | N            | P            | Pf           | Ps           | G      | V      | N      | P      | Pf     | Ps     |
| ----------------- | --------- | ------- | ------- | ------- | ------- | ------- | ------- | ------------ | ------------ | ------------ | ------------ | ------------ | ------------ | ------ | ------ | ------ | ------ | ------ | ------ |
| Stagione regolare | .500      | 3       | 1       | 0       | 2       | 21      | 73      | 3            | 2            | 0            | 1            | 33           | 75           | 6      | 3      | 0      | 3      | 54     | 148    |
| Playoff           | .000      | 0       | 0       | 0       | 0       | 0       | 0       | 1            | 0            | 0            | 1            | 14           | 30           | 1      | 0      | 0      | 1      | 14     | 30     |
| Totale            | .429      | 3       | 1       | 0       | 2       | 21      | 73      | 4            | 2            | 0            | 2            | 47           | 105          | 7      | 3      | 0      | 4      | 68     | 178    |